# Cane da pastore di Beauce
Il cane da pastore di Beauce (anche chiamato Beauceron o Berger de Beauce) è una razza canina di origine francese riconosciuta dalla FCI (Standard N. 44, Gruppo 1, Sezione 1).

## Storia
Come altri cani da pastore di taglia grande discenderebbe dal Canis Familiaris Palustris o Cane del Torbiere, i cui resti sono stati rinvenuti nelle zone lacustri del Giura francese.
Proviene dall'antica provincia della Beauce, che comprendeva la vasta pianura di Chartres, delimitata dalla Senna e dalla Loira a sud di Parigi. Nel 1863 il cinologo Pierre Megnin operò una distinzione tra i soggetti a pelo lungo e quelli a pelo corto. Si definirono così le due razze da pastore oggi ben distinte: il Pastore della Brie a pelo lungo; il pastore della Beauce a pelo corto. Nel 1867 si iniziò a selezionare la varietà a pelo corto che, dagli inizi del secolo, con la definizione dello standard, acquista l'attuale aspetto fisico più ingentilito. Con il mutamento delle condizioni ambientali, il Beauceron passa il ruolo di difensore e conduttore del bestiame. Oggi questo cane viene molto apprezzato per la difesa del padrone e come guardiano della proprietà. È un cane molto grande e vivace, ma affettuoso con i bambini.

## Descrizione

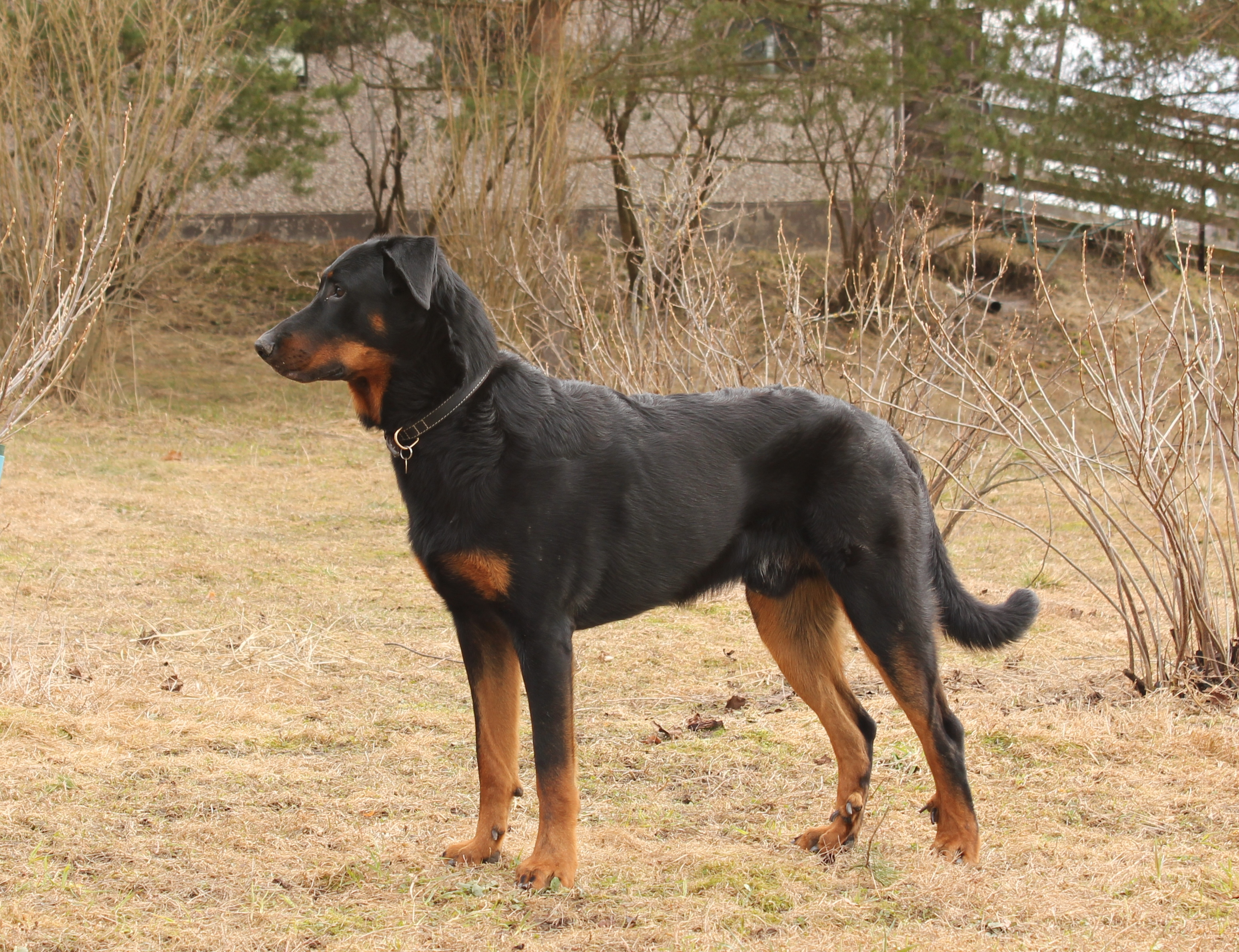
Un pastore di Beauce con le orecchie integre (ad oggi in Italia la pratica di tagliare orecchie e coda ai cani di qualsiasi razza è vietata).

La coda è intera, portata bassa, arriva alla punta del garretto senza deviazione, formando una leggera curva a uncino. I colori accettati sono due: il nero con focature, con il nero molto nitido e il color fuoco rosso-scoiattolo. Sono presenti macchie (a pastigli) sopra gli occhi ai lati bassi del muso, sul petto, alla gola e sotto la coda. L'altro colore è l'arlecchino: grigio, nero e focato, con focature disposte come sopra. Il pelo è raso sulla testa, corto, grosso, aderente e disteso sul corpo, con natiche e il sotto obbligatoriamente frangiate. Sottopelo molto fine, denso e ovattato color grigio-topo. Le orecchie sono inserite alte. Se tagliate, sono portate dritte, con le punte leggermente in avanti. Se integre, sono piatte e piuttosto corte. La testa è lunga ma comunque proporzionata al corpo. Cranio piatto o leggermente tondeggiante, con solco mediano poco accentuato. Stop poco rilevato. Muso non arcuato.

## Carattere

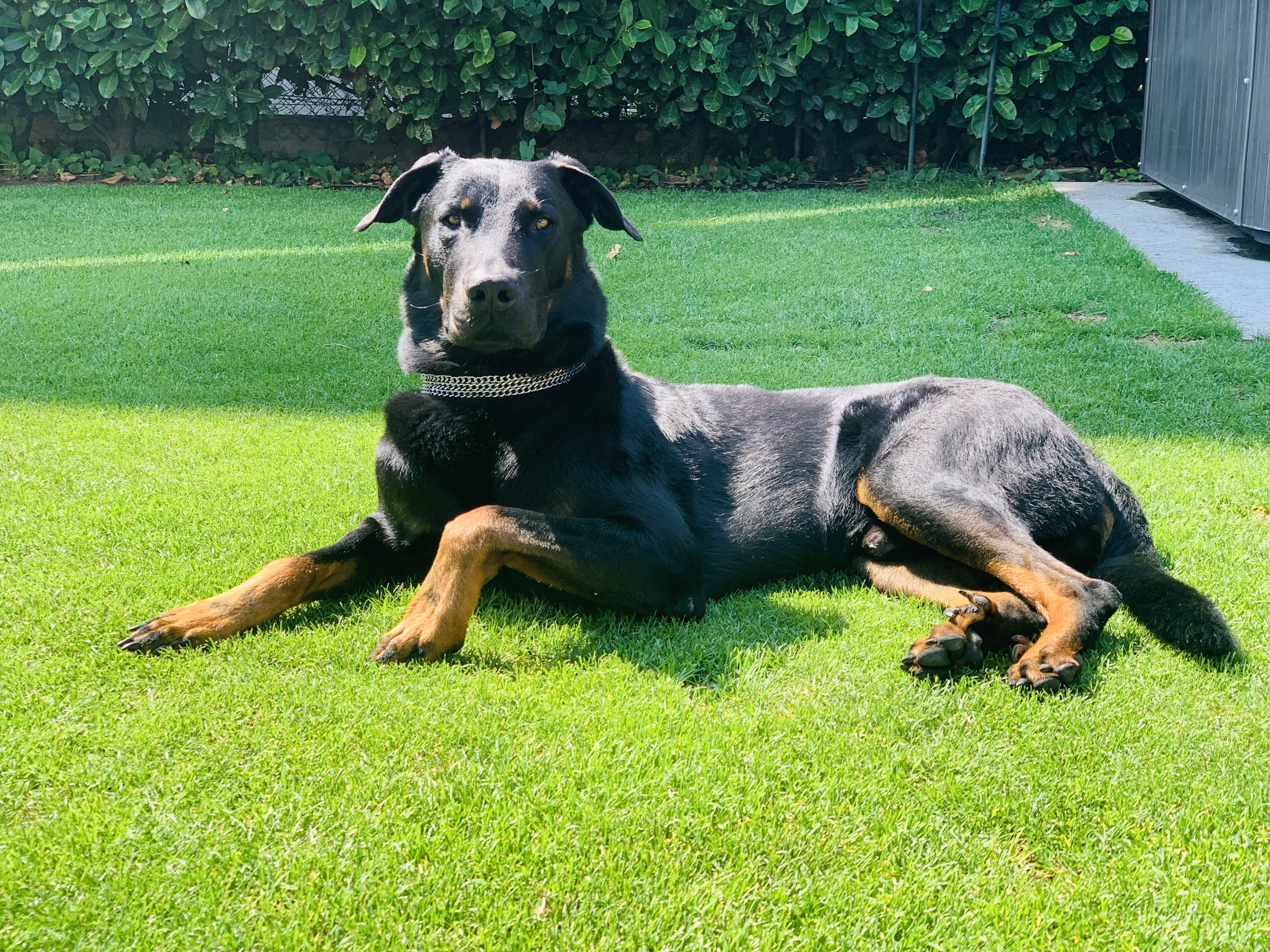
Primo piano di un pastore di Beauce.

La severa selezione avvenuta nel corso degli anni ha eliminato i soggetti malati, timorosi, deboli o aggressivi ed ha stabilizzato i caratteri che danno soggetti robusti, equilibrati e intelligenti. Oggi è un cane coraggioso ed equilibrato, dotato di un grande spirito di iniziativa e di responsabilità, che abbaia poco e solo in caso di necessità. Ha comunque un temperamento molto forte che richiede una persona di carattere come guida: per la sua educazione è necessario polso fermo e coerenza nell'inquadramento dei ruoli gerarchici. Una volta instaurata una buona intesa con il leader umano, segue il proprietario ovunque senza alcun timore ed obbedisce sempre e senza riserve. Per via dell'innato istinto di sorveglianza, viene molto apprezzato come difensore della casa, delle persone e delle cose. Si tratta infatti di un cane vigile e sicuro, che non eccede mai nelle reazioni agli stimoli di allarme.

## Cure
È un cane molto rustico il cui mantello richiede solo qualche spazzolata nel corso di tutto il periodo di muta.

## Consigli
Il forte istinto territoriale del Pastore di Beauce fa sì che eccella soprattutto come cane da guardia. Tuttavia le sue attitudini, unite ad un addestramento specifico, permettono di utilizzarlo efficacemente anche come difensore. Dato il suo impiego tradizionale come conduttore di greggi, è anche molto apprezzato nelle prove di lavoro con le pecore e come atleta nelle gare di Agility Dog. Poiché si tratta di un cane piuttosto impegnativo, ai meno esperti viene generalmente consigliata la femmina che risulta decisamente più docile e sottomessa del maschio. I soggetti maschi sono infatti molto energici e dominanti. Ma proprio per queste caratteristiche si dimostrano i più adatti a svolgere il compito di guardiani con effetto deterrente. 

## Diffusione
Nel 2012 sono stati iscritti 127 cuccioli ai libri genealogici ENCI e la diffusione è piuttosto in crescita.

## Caratteristiche
| Adatto per        | Meno adatto per |
| ----------------- | --------------- |
| Compagnia         | Fly ball        |
| Protezione civile |                 |
| Difesa            |                 |
| Guardia           |                 |
| Agility dog       |                 |